# Липск (гмина)
Липск (пол. Lipsk) — городско-сельская гмина (волость) в Польше, входит как административная единица в Августовский повет, Подляское воеводство. Население — 5724 человека (на 2004 год).

## Демография
| Перепись                       | Всего   | Всего | Женщины | Женщины | Мужчины | Мужчины |
| ------------------------------ | ------- | ----- | ------- | ------- | ------- | ------- |
| Единицы                        | человек | %     | человек | %       | человек | %       |
| Население                      | 5724    | 100   | 2909    | 50,8    | 2815    | 49,2    |
| Плотность населения (чел./км²) | 31      | 31    | 15,8    | 15,8    | 15,3    | 15,3    |

## Поселения
1. Бартники
2. Долинчаны
3. Дульковщызна
4. Ячники
5. Ялово
6. Ясёново
7. Колёне-Липск
8. Копчаны
9. Красне
10. Курянка
11. Лихосельце
12. Липск-Мурованы
13. Любиново
14. Липщаны
15. Нове-Лесьне-Бохатеры
16. Новы-Липск
17. Новы-Рогожын
18. Подволкушне
19. Раковиче
20. Рогожынек
21. Рыгалувка
22. Сюлко
23. Скеблево
24. Солоевщызна
25. Старе-Лесьне-Бохатеры
26. Старожыньце
27. Стары-Рогожын
28. Волкуш
29. Выжарне
30. Жабицке

## Соседние гмины
1. Гмина Домброва-Белостоцка
2. Гмина Новы-Двур
3. Гмина Пласка
4. Гмина Штабин